# Jesus Piece
Jesus Piece — п'ятий студійний альбом американського репера The Game, останній на лейблі Interscope Records, виданий 11 грудня 2012 р. Це перша платівка виконавця з часів мультиплатинового The Documentary, що містить продакшн від Доктора Дре, з альбомом котрого (The Chronic 2001) Game порівняв Jesus Piece за якістю матеріалу та кількістю запрошених гостей.
7 грудня 2012 виконавець завантажив на Twitter скриншот текстових повідомлень від Доктора Дре, в яких той привітав його з платівкою та похвалив трек «All That (Lady)».

## Передісторія й запис
За кілька днів до виходу четвертого студійного альбому The R.E.D. Album Game розмістив через свій Twitter-акаунт відео студійної сесії з 1500 or Nothin. У ньому він повідомив назву п'ятої платівки Soundtrack to Chaos. У ролику показано запис пісні, яку згодом випустили під назвою «Everywhere» (з участю Джея Блека). 5 квітня 2012 для реклами майбутнього проекту репер видав мікстейп California Republic.
На початку 2012 Game змінив назву альбому на F.I.V.E.: Fear Is Victory's Evolution. Він також повідомив, що Cool & Dre будуть виконавчими продюсерами, а DJ Khaled — виконавчим співпродюсером. Через схожість з Chapter V Trey Songz та цифровим альбомом 50 Cent 5 (Murder by Numbers) виконавець удруге змінив назву релізу. В інтерв'ю DJ Skee він сказав, що Jesus Piece містить однойменну композицію, записану з участю Каньє Веста, й має концепцію насолодження життям у повній мірі з вірою в Бога. Платівка — перший і поки що єдиний концептуальний реліз репера. Виконавець сказав про платівку: «Це не християнський альбом, це не альбом виключно про церкву чи щось на кшталт цього. Це всього лише постійна боротьба між релігією, вуличним життям, хіп-хопом, ліризмом, суками, твоєю дружиною, дітьми та самою боротьбою».
Репер не використав матеріал, записаний під час попередніх студійних сесій, залишив єдину пісню «Jesus Piece» і почав працювати над платівкою орієнтуючись на неї. Game мав 60 днів, щоб переробити альбом. Lil Wayne та Рік Росс перезаписали свої куплети, аби ті відповідали концепції.
В інтерв'ю DJ Skee за 29 серпня Game підтвердив, що вихід Jesus Piece заплановано на 4-ий квартал 2012. Він також натякнув на передальбомний мікстейп і наголосив, що він має більш ніж 5000 неоприлюднених записів на своєму комп'ютері. Через Twitter виконавець повідомив про запис пісні з Rihanna. 6 грудня 2012 альбом з'явився в інтернеті, зокрема на BitTorrent-трекері The Pirate Bay.

### Запрошені гості
The Game описує концепцію альбому
29 вересня 2012 Game заявив, що Lil Wayne буде присутнім на двох треках, іншим гостем платівки став фронтмен Maroon 5 Адам Левін. 18 жовтня репер підтвердив свою співпрацю з Джеймі Фоксом. На початку листопада запрошеними гостями оголосили 2 Chainz та Мік Мілл, а сам реліз репер порівняв з The Chronic 2001 Доктора Дре.
Усього у треклисті стандартного видання фігурують 23 імені, включаючи скіти у виконанні коміка Кевіна Гарта, що присутні на таких піснях як «Church» та «Freedom». До початкового списку композицій входили пісні з участю Wale, Slim Thug, Пола Волла, Z-Ro й Scarface. Ці треки, «Stripper», «Rollin'» і «Murder», вилучили з остаточної версії платівки через проблеми з очищенням семплів, їх оприлюднили в рамцях Sunday Service.

## Реліз та реклама
7 грудня 2012 Game оприлюднив уривки альбому під час передачі «Big Boi's Neighborhood» на радіостанції Power 106. За вікенд до виходу платівки 100 осіб, з-поміж яких були блоґери й журналісти, прийшли на попереднє прослуховування платівки, проведене репером. Серед запрошених: Stat Quo, Nu Jerzey Devil, Ty$, Клайд Карсон, King Chip, Dre з Cool & Dre та Елліотт Вілсон. 10 грудня 2012 Game став гостем радіопередачі Говарда Стерна, наступного дня — радіошоу DJ Skee.

### Обкладинка
21 жовтня 2012 Game оприлюднив через Instagram контроверсійну обкладинку альбому та дату його виходу (11 грудня). На ній зображено темношкірого Ісуса з татуюванням сльози, червоною банданою, що покриває рот та золотим ланцюгом «Jesus Piece» на шиї на тлі вітражного скла. На обкладинці також можна помітити символи листя посівної коноплі. Ісус сидить на троні, прикрашеному символами банд. Колір бандани є посиланням на банду Bloods, членом котрої був Game. Кокосові пальми символізують тропіки й заможне життя. На початкові версії обкладинки на логотипі виконавця відсутній артикль «the», присутній напис «Je5us Piece», що позначає номер студійної роботи в дискографії репера. Логотип «Je5us Piece» стилізовано під Louis Vuitton. Зображення отримало неоднозначну реакцію від громадськості, деякі фани назвали його богохульним. Натомість такі знаменитості як Busta Rhymes, Мак Міллер, Кевін Гарт і Cashis похвалили обкладинку.
Після звернення Римо-Католицької Церкви до Interscope Records Game вирішив використати її для делюкс-видання. На обкладинці стандартного видання, опублікованій 12 листопада, зображено старшого брата виконавця, Джевона Данелла Тейлора, котрого застрелили у віці 21 року.

### #SundayService
Через Твітер Game повідомив, що кожної неділі до випуску альбому він випускатиме пісні зі студійних сесій Jesus Piece, котрі не потрапили до платівки. 28 жовтня він оприлюднив ремікс на «Celebration» (записаний з участю Bone Thugs-n-Harmony), 4 листопада — «Holy Water», 11 листопада — «I Remember» (з уч. Young Jeezy та Future). Останній трек раніше вже видавали на мікстейпі Tyga Well Done 3, проте замість частини репера на викладеній версії присутній Young Jeezy. 18 листопада Game випустив «Black Jesus» (продюсер: SAP) та «HVN4AGNGSTA» (з уч. Master P), 25 листопада — «Stripper» (з уч. Wale; пісня не увійшла до альбому через проблеми з очищенням семплу). Наступного дня після своїх уродин репер виклав «Judas Closet» (з уч. Nipsey Hussle; продюсер: Timbaland). 2 грудня оприлюднено «Rollin'» (з уч. Каньє Веста, Trae tha Truth, Z-Ro, Пола Волла та Slim Thug). Останньою композицією стала «Murder» (з уч. Scarface і Кендріка Ламара; також не потрапила до платівки через проблеми з очищенням семплу).

## Сингли й відеокліпи
«Celebration» — головний і дебютний сингл з альбому. Вперше на радіо «Celebration» прозвучав на лос-анджелеській Power 106 22 серпня 2012. 18 вересня у 106 & Park телеканалу BET відбулась прем'єра відеокліпу, знятого у Нортріджі, штат Каліфорнія. «Celebration» посів 82-ій сходинку чарту Billboard Hot 100, 19-те місце US Rap Songs та 29-те Hot R&B/Hip-Hop Songs. Для Lil Wayne, котрий узяв участь у записі пісні, це стало 109-им потраплянням до чарту, таким чином він побив рекорд Елвіса Преслі з найбільшої кількості композицій, що потрапили до хіт-парадів.
26 жовтня Game анонсував промо-сингл «I Remember». 11 листопад оприлюднили музичне відео та аудіозапис у рамцях Sunday Service.
У тиждень релізу пісня «All That (Lady)» дебютувала на 48-ій позиції чарту Hot R&B/Hip-Hop Songs. 19 лютого 2013 трек відіслали на радіостанції як офіційний другий сингл.
7 липня 2013 відбулась прем'єра кліпу «Ali Bomaye». Трек потрапив до саундтреку відеогри Grand Theft Auto 5. 1 листопада оприлюднили кліп «All That (Lady)».

## Комерційний успіх та відгуки
Реліз дебютував на 6-ій сходинці чарту Billboard 200 з результатом у 87 тис. проданих копій за перший тиждень. Станом на 27 березня 2013 наклад становить 213 тис.
Журнал Complex присвоїв Jesus Piece 45-те місце у рейтингу 50 найкращих альбомів 2012 року. The Source оцінив реліз у 4,5 мікрофонів і назвав його 3-ім найкращим реп-альбомом року.

## Список пісень
| #   | Назва                                                                 | Автор                                                                        | Продюсер(и)                                      | Тривалість |
| --- | --------------------------------------------------------------------- | ---------------------------------------------------------------------------- | ------------------------------------------------ | ---------- |
| 1.  | «Scared Now» (з участю Meek Mill)                                     | Дж. Тейлор, Р. Вільямс                                                       | Black Metaphor                                   | 4:59       |
| 2.  | «Ali Bomaye» (з участю 2 Chainz та Rick Ross)                         | Дж. Тейлор, Т.Еппс, В. Робертс                                               | Black Metaphor                                   | 6:12       |
| 3.  | «Jesus Piece» (з участю Kanye West та Common)                         | Дж. Тейлор, К. Вест, Л. Лінн                                                 | Boi-1da, Stephen «Koz» Kozmeniuk, The Maven Boys | 3:53       |
| 4.  | «Pray» (з участю J. Cole та JMSN)                                     | Дж. Тейлор, Дж. Коул, К. Берішадж                                            | Cool & Dre                                       | 4:58       |
| 5.  | «Church» (*) (з участю King Chip та Trey Songz)                       | Дж. Тейлор, К. Ворт, Т. Неверсон                                             | K. Roosevelt                                     | 6:07       |
| 6.  | «All That (Lady)» (з участю Lil Wayne, Big Sean, Fabolous та Jeremih) | Дж. Тейлор, Д. Картер, Дж. Джексон, Ш. Андерсон, Дж. Фелтон                  | Cool & Dre                                       | 3:34       |
| 7.  | «Heaven’s Arms»                                                       | Дж. Тейлор, А. Ліон, М. Валензано, С. Бентон                                 | Cool & Dre                                       | 4:05       |
| 8.  | «Name Me King» (з участю Pusha T)                                     | Дж. Тейлор, Дж. Кінґ, Т. Торнтон, Т. Торнтон, С. Бентон, Ф. Велч, Л. Саммерс | SAP                                              | 4:01       |
| 9.  | «See No Evil» (з участю Kendrick Lamar та Tank)                       | Дж. Тейлор, Д. Беббс, К. Ламар, М. Семюелс, М. Бернетт                       | Boi-1da; Matthew Burnett (співпрод.)             | 4:44       |
| 10. | «Can’t Get Right» (з участю K. Roosevelt)                             | Дж. Тейлор, А. Ліон, М. Валензано, К.Р. Мур                                  | Cool & Dre                                       | 4:57       |
| 11. | «Hallelujah» (з участю Jamie Foxx)                                    | Дж. Тейлор, Дж. Даттон, С. Джордан, С. Бентон                                | Jake One                                         | 4:33       |
| 12. | «Freedom» (з участю Elijah Blake)                                     | Дж. Тейлор, А. Томпсон, С. Бентон, Д. Кроуфорд, К. Менн                      | Antwan «Amadeus» Thompson                        | 5:46       |
| 13. | «Celebration» (з участю Chris Brown, Tyga, Lil Wayne та Wiz Khalifa)  | Дж. Тейлор, К. Браун, М. Стівенсон, Д. Картер, К. Томаз, С. Джин, Дж. Кінґ   | SAP; Cool & Dre (дод. прод.)                     | 4:48       |

| Бонус-треки делюкс-видання | Бонус-треки делюкс-видання                    | Бонус-треки делюкс-видання                               | Бонус-треки делюкс-видання         | Бонус-треки делюкс-видання |
| #                          | Назва                                         | Автор                                                    | Продюсер                           | Тривалість                 |
| -------------------------- | --------------------------------------------- | -------------------------------------------------------- | ---------------------------------- | -------------------------- |
| 14.                        | «I Remember» (з участю Young Jeezy та Future) | Дж. Тейлор, Б. Пікенс, Дж. Дженкінс, Н. Вілберн, А. Ліон | Yung Ladd; Cool & Dre (дод. прод.) | 4:41                       |
| 15.                        | «Blood Diamonds»                              | Дж. Тейлор, Л. Ґріффін, Дж. Родес                        | S1                                 | 4:16                       |

| Бонус-треки на iTunes | Бонус-треки на iTunes | Бонус-треки на iTunes | Бонус-треки на iTunes | Бонус-треки на iTunes |
| #                     | Назва                 | Автор                 | Продюсер              | Тривалість            |
| --------------------- | --------------------- | --------------------- | --------------------- | --------------------- |
| 16.                   | «Dead People»         | Дж. Тейлор, А. Янг    | Dr. Dre               | 4:19                  |

| Бонус-треки у Best Buy | Бонус-треки у Best Buy | Бонус-треки у Best Buy | Бонус-треки у Best Buy |
| #                      | Назва                  | Продюсер               | Тривалість             |
| ---------------------- | ---------------------- | ---------------------- | ---------------------- |
| 16.                    | «Blood of Christ»      | Dawaun Parker          | 5:06                   |
| 17.                    | «Holy Water»           | SAP                    | 3:22                   |

Примітки
- (*) — означає, що трек є лише на делюкс-виданні.
- «Ali Bomaye» містить семпл з «Seven Devils» у вик. Florence + the Machine.
- «Pray» містить семпл з «I'm Not Human at All» у вик. Sleep Party People.
- «All That (Lady)» містить семпл з «Lady» у вик. D'Angelo.
- «Name Me King» містить семпл з «Breath of Life» у вик. Florence + the Machine.
- «Hallelujah» містить семпл з «We See God With the Eyes of Our Souls» у вик. The Dynamic Reverend Maceo Woods/Christian Tabernacle Choir.
- «Freedom» містить семпл з «Say You Love Me Too» у вик. Чарльза Менна.
- «Celebration» містить семпл з «1st of tha Month» у вик. Bone Thugs-n-Harmony.
- «Holy Water» містить семпл з «Changes» у вик. Mala.
- На цензурованій версії «Ali Bomaye» і «Freedom» скорочено до 5:21 та 4:45 відповідно.

## Учасники
- Френк Абрахам — бас-гітара
- Джеріко Адамс, Ґреґ Міллер — рекламні аґенти
- Тунджі Балоґан, DJ Mormile, Алісія Ґрехем, Шон Саґґс — A&R
- Стейсі Барте, JMSN, Слай Джордан, Блер Робінсон, Ліз Родрігес — бек-вокал
- Стів Бомен — зведення
- Дафна Чен — скрипка
- Лорен Чіпмен — альт
- Лінкольн Клірі — фортепіано
- The Game — виконавчий продюсер
- Dr. Dre — виконавчий продюсер, додатковий продакшн
- Stat Quo — виконавчий продюсер, скіт
- Річард Додд — віолончель
- Тодд Дуґлас, Сьюзен Гілдерлі — комерційні справи
- BJ Frogozo, Дон Робінсон, Джейсон Санґерман — маркетинг
- Браян «Big Bass» Ґарднер — мастеринг
- Джеофф Ґіббс, Роб Кінелскій, Браян Самнер — звукорежисери
- Ерік Ґорфейн — гітара, скрипка
- Кевін Гарт — скіт
- Джонатан Менніон — фотограф
- Малачі Мотт — пост-продакшн
- Рубен Рівера — звукорежисер, асистент звукорежисера зі зведеня
- Влад Сепетов — оформлення обкладинки
- Анна Юґарте — асистент звукорежисера

## Чартові позиції

### Тижневі
| Чарт (2012)                  | Найвища позиція |
| ---------------------------- | --------------- |
| Валлонія (Ultratop Wallonia) | 158             |
| Канада                       | 16              |
| США                          | 6               |
| US Rap Albums                | 1               |
| US Top R&B/Hip-Hop Albums    | 1               |

### Річні
| Чарт (2013)               | Позиція |
| ------------------------- | ------- |
| US Billboard 200          | 123     |
| US Rap Albums             | 16      |
| US Top R&B/Hip-Hop Albums | 24      |

## Історія виходу
| Країна          | Дата           | Лейбл      | Формат                                 |
| --------------- | -------------- | ---------- | -------------------------------------- |
| Німеччина       | 11 грудня 2012 | Interscope | Завантаження музики, CD                |
| Австралія       | 11 грудня 2012 | Interscope | Завантаження музики, CD                |
| Ірландія        | 11 грудня 2012 | Interscope | Завантаження музики, CD                |
| Велика Британія | 11 грудня 2012 | Interscope | Завантаження музики, CD                |
| США             | 11 грудня 2012 | Interscope | Завантаження музики, CD, делюкс-CD, LP |
| Канада          | 11 грудня 2012 | Interscope | Завантаження музики, CD                |